# Maria Ortiz
Maria Ortiz (Chieti, 10 marzo 1881 – Roma, 20 giugno 1959) è stata una bibliotecaria, traduttrice e critica letteraria italiana.

## Biografia

### Formazione e periodo napoletano
Figlia del patriota e professore Giusto Ortiz e sorella minore del filologo e linguista Ramiro Ortiz, a partire dal 1906, dopo il diploma conseguito al Magistero e la laurea in lettere all'Università di Napoli, diventa bibliotecaria ed entra in servizio dapprima a Catania, poi nella Biblioteca universitaria di Genova ed infine nella Biblioteca universitaria Alessandrina a Roma. Lungo questo periodo ebbe modo di occuparsi dello studio e della catalogazione degli autografi del Risorgimento e di altri manoscritti e incunaboli.
A partire dal 1913 venne assegnata alla Biblioteca Nazionale di Napoli dove rimase per diversi anni e di cui curò dal 1922, su incarico di Benedetto Croce, il trasferimento presso l'attuale sede di Palazzo Reale in cui confluirono congiuntamente altre cinque biblioteche napoletane. Con il filosofo consolidò una lunga amicizia ed intrattenne un rapporto epistolare duraturo. Durante questi anni a Napoli la sua abitazione nell'Arenella divenne, inoltre, punto di ritrovo per molti giovani studiosi e letterati tra cui si ricordano Luigi Russo, Francesco Flora, Maria e Gina Algranati, Raffaello Piccoli, Giuseppe Citanna e Gino Doria. Dedicatasi al compito con capacità, venne promossa bibliotecario capo nel 1923.

### Durante il ventennio fascista
Nel 1925 si stabilisce nuovamente a Roma dove è, in un primo momento, alla direzione della Biblioteca di archeologia e storia dell'arte. Qui si dedicò al completamento dell'ordinamento della biblioteca, consolidandola come punto di riferimento per studiosi e specialisti; tuttavia non ebbe ampi margini di libertà decisionale in quanto la biblioteca dipendeva dall'Istituto nazionale di archeologia e storia dell'arte presieduto dallo storico dell'arte Corrado Ricci e questa situazione portò attriti tra i due che determinarono, nel 1930, il trasferimento della Ortiz ad altri compiti.
Frattanto partecipa come relatrice al primo congresso mondiale delle biblioteche e di bibliografia tenutosi nel 1929, con tre interventi dedicati a riforme del sistema bibliotecario ed educativo, oltre che all'esperienza del trasferimento delle biblioteche napoletane.
È a partire dal 1º luglio 1933, e grazie anche all'appoggio di Giovanni Gentile, che tornò alla Biblioteca universitaria Alessandrina ma questa volta in veste di direttrice, incarico che mantenne fino al pensionamento nel 1948.
Di rilievo la sua attività negli anni della guerra, in linea con i suoi sentimenti contrari al regime fascista. Nel 1942 ottenne, infatti, una deroga per motivi di studio al divieto di lettura e prestito delle opere degli Autori le cui opere non sono gradite in Italia, lista di proscrizione in cui erano presenti circa 900 scrittori, a discrezione dei direttori delle biblioteche. Successivamente, durante l'occupazione nazista, ospitò all'interno della biblioteca perseguitati politici e intellettuali antifascisti come Franco Lombardi, Vittore Colorni, Vincenzo Ussani e Gabriele Pepe.

### Ultimi anni
Fece parte del Comitato promotore dell'Associazione dei bibliotecari italiani fino agli anni cinquanta. Nel 1957 le fu conferita da Giovanni Gronchi, presidente della Repubblica Italiana al tempo, la medaglia ai benemeriti della cultura e dell'arte.
Tra le altre attività, ha collaborato con l'enciclopedia Treccani scrivendone alcune voci e collaborando poi, in parte, alla stesura del Dizionario biografico degli italiani. Collaborò anche con varie riviste letterarie come, ad esempio, il Giornale storico della letteratura italiana e La cultura di Cesare De Lollis. Era inoltre una studiosa di lingua e letteratura francese e in questo campo vinse un concorso per una cattedra universitaria nel 1935 rinunciandovi, però, in favore della carriera nelle biblioteche. Molte furono comunque le sue traduzioni ed edizioni critiche di classici francesi; tra queste ricordiamo La Certosa di Parma di Stendhal, Il misantropo di Molière, Un tenebroso affare di Balzac e Viaggio in oriente di Flaubert. Si dedicò, inoltre, allo studio della storia del teatro e in particolar modo il suo lavoro critico dell'opera di Goldoni le valse grandi riconoscimenti.